# 3656 Hemingway
3656 Hemingway è un asteroide della fascia principale. Scoperto nel 1978, presenta un'orbita caratterizzata da un semiasse maggiore pari a 2,2042353 UA e da un'eccentricità di 0,1398604, inclinata di 0,80972° rispetto all'eclittica.
L'asteroide è dedicato allo scrittore statunitense Ernest Hemingway.